# Tòa nhà Max Zweininger
Tenement Max Zweininger là một tòa nhà nằm ở Bydgoszcz tại Phố Foch N ° 2, ở trong góc đường với phố Gdanska.

## Lịch sử
Ngôi nhà được xây dựng từ năm 1901 đến 1902 để dành cho Max Zweininger, chủ sở hữu của một xưởng sản xuất mũ nổi tiếng ở Bromberg, nằm trên quảng trường. Tòa nhà được thiết kế bởi kiến trúc sư địa phương Karl Bergner trên địa điểm của một tòa nhà trước đó từ nửa đầu thế kỷ 19. Ở tầng trệt đã thành lập các cửa hàng, bao gồm cửa hàng mũ và các cửa hàng bán lẻ lông thú.
Vào năm 1910-1911, Max Zweininger có cửa hàng bách hóa của riêng mình được xây dựng bởi Fritz Weidner, một trong những kiến trúc sư hàng đầu ở Bydgoszcz. Tòa nhà vẫn tọa lạc ngày hôm nay trên Nhà hát Quảng trường N ° 4.
Trong thời kỳ giữa chiến tranh, một cửa hàng bánh kẹo đã thay thế thành phần của một xưởng sản xuất xì gà.
Năm 1940, một khu vui chơi ở tầng trệt đã được thêm vào, được thiết kế bởi Jan Kossowski, người cũng đã xây dựng Đài tưởng niệm trên Quảng trường Tự do.

## Kiến trúc
Tòa nhà có mặt tiền trang trí trang trí phong phú và là một ví dụ mang tính biểu tượng của phong cách Art Nouveau trong thành phố. Chân dung phù điêu nói riêng:
- Một nhân vật đang ngủ
- Họa tiết hoa
- Khuôn mặt đội vương miện

Ban công được kết hợp với lan can rèn trang trí.

## Hình ảnh

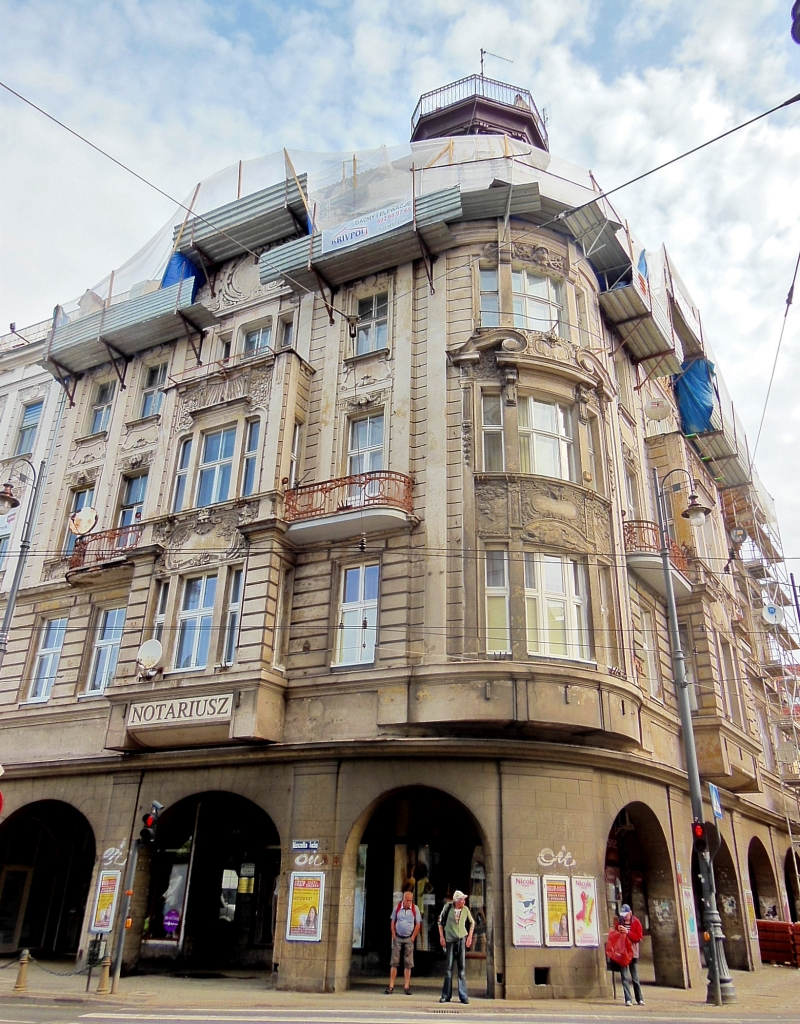
Nhìn từ phố Jagielloński
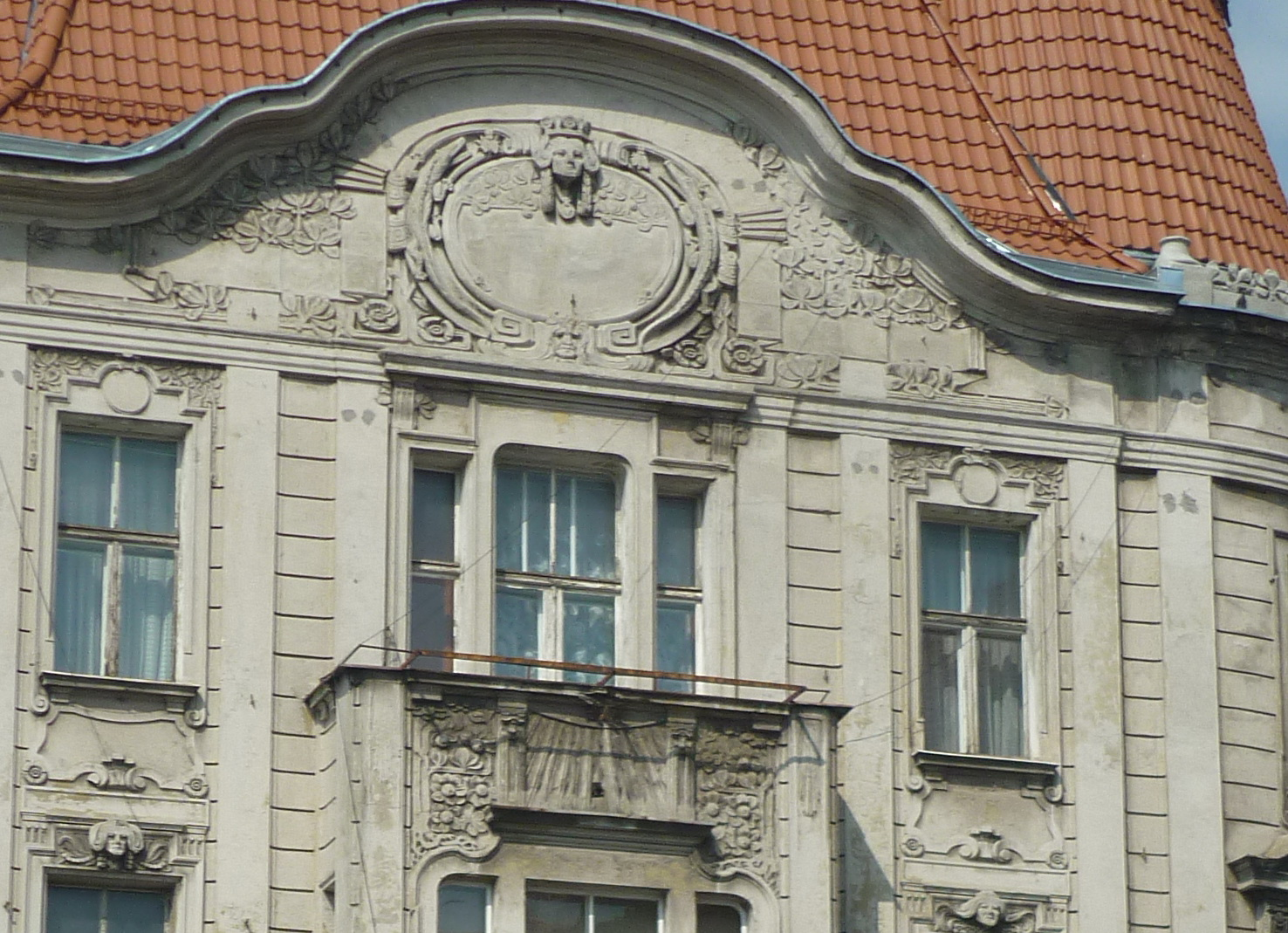
Chi tiết chung cư
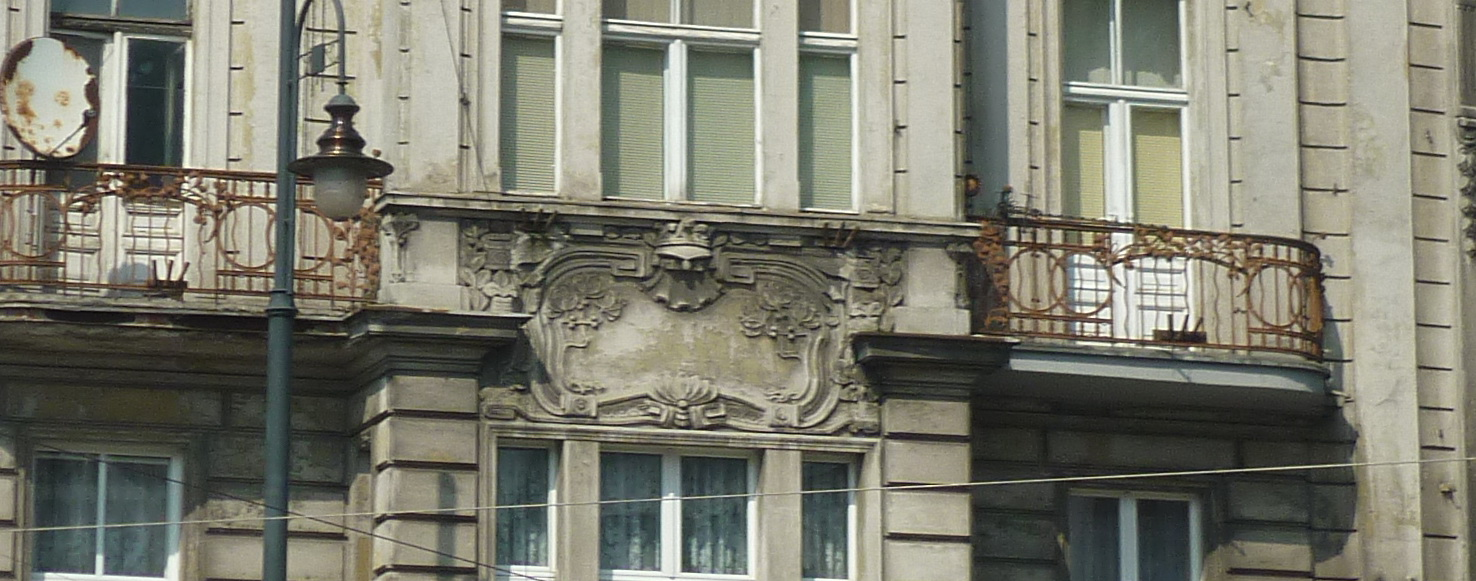
Chi tiết ban công
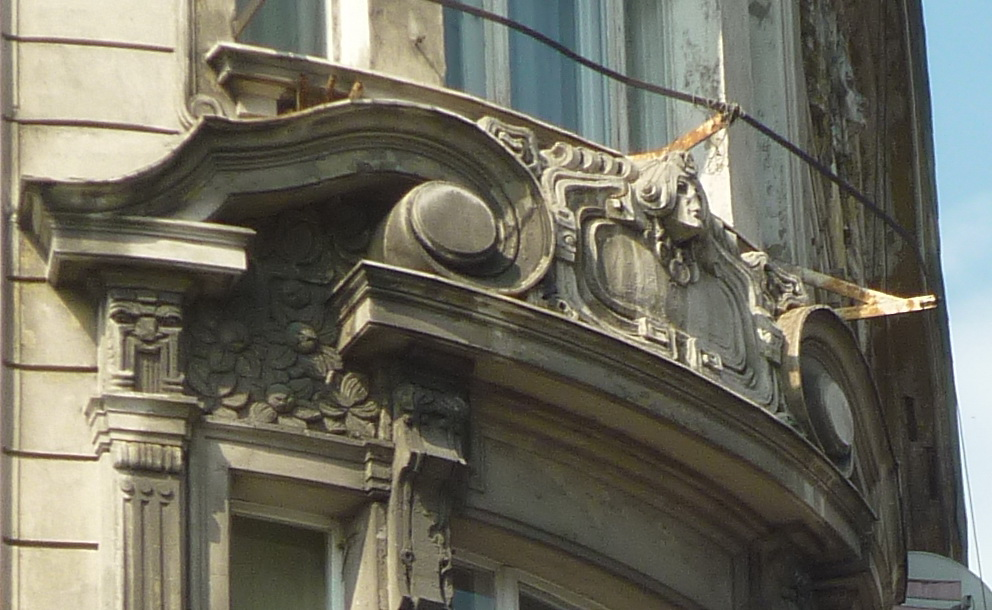
Chi tiết mặt tiền chung cư Max Zweininger
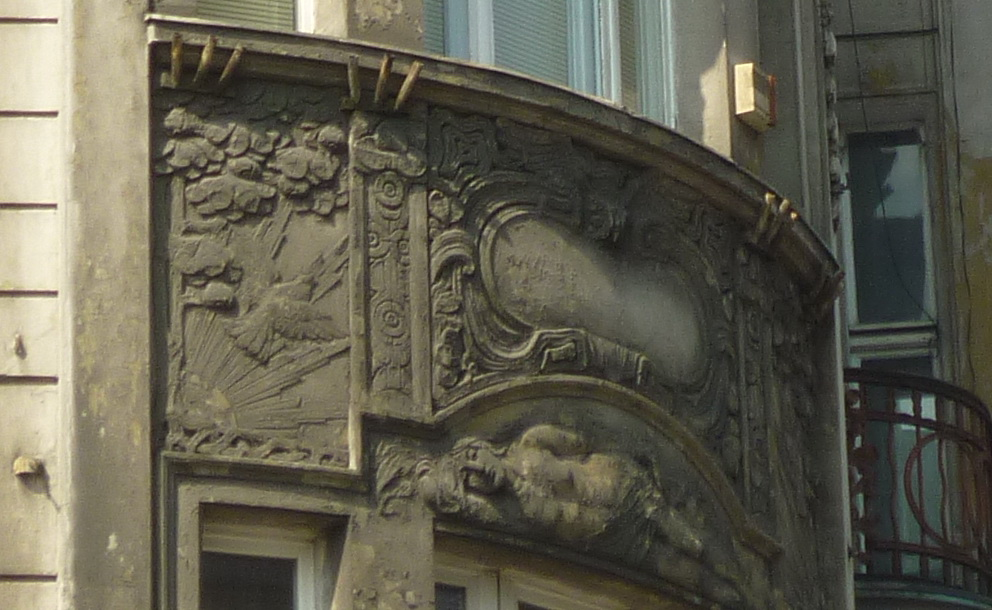
Chi tiết về người đang ngủ
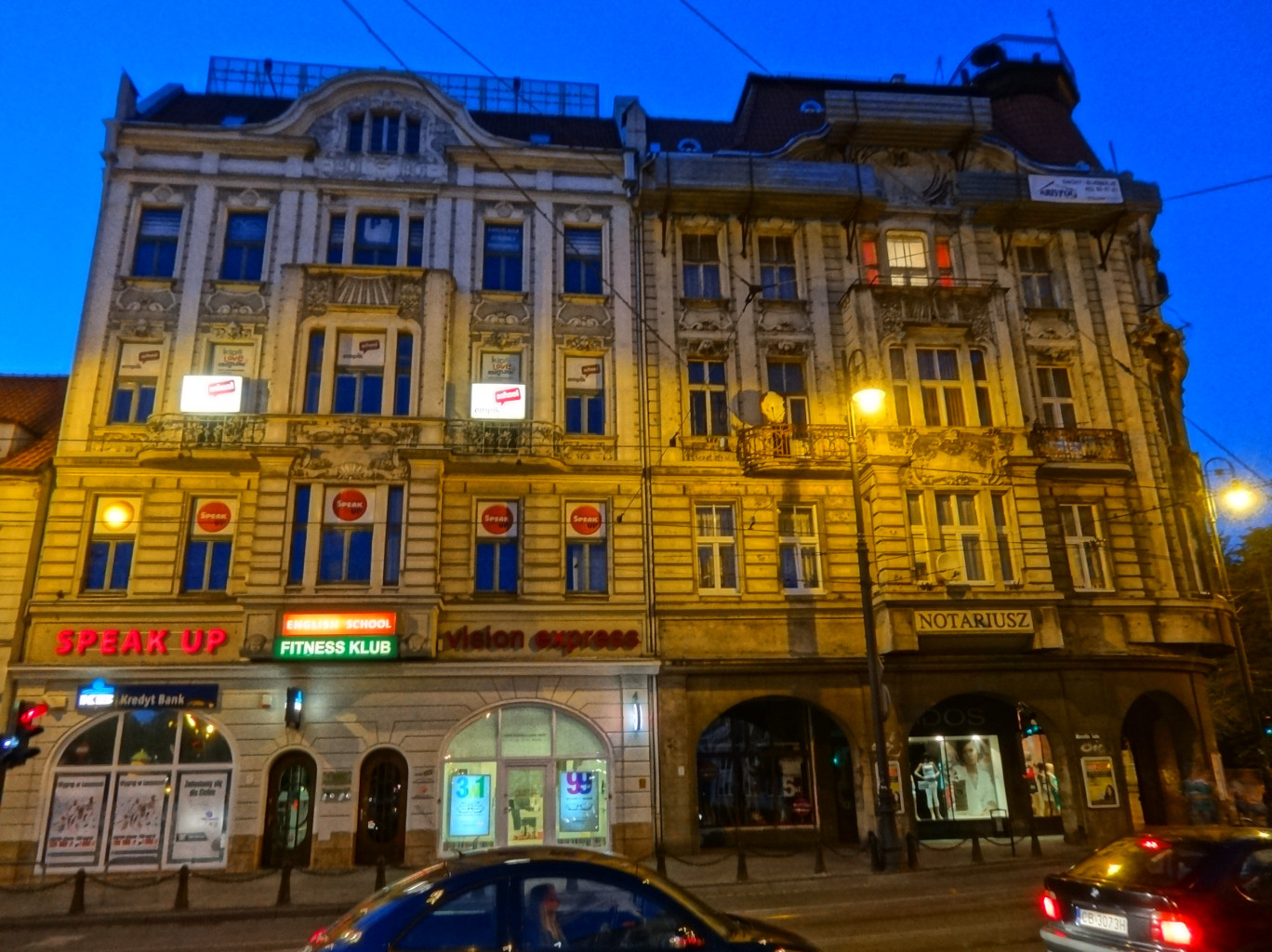
Ban đêm